# Pararhagadochir balteata
Pararhagadochir balteata är en insektsart som beskrevs av Ross 1972. Pararhagadochir balteata ingår i släktet Pararhagadochir och familjen Archembiidae. Inga underarter finns listade i Catalogue of Life.